# آلبرتو کاوالکانتی
آلبرتو جی آلمیدا کاوالکانتی (پرتغالی: Alberto de Almeida Cavalcanti)؛ ۶ فوریه ۱۸۹۷–۲۳ اوت ۱۹۸۲) کارگردان فیلم و تهیه‌کننده اهل برزیل بود.

## زندگی‌نامه
آلبرتو کاوالکانتی در ۶ فوریه ۱۸۹۷ در ریودو ژانیرو، برزیل به دنیا آمد. وی در سال ۱۹۲۰ به فرانسه نقل مکان نمود و در پاریس ساکن شد. او خیلی زود با نگره آوانگارد اروپایی پیوند یافت و پس از کار در زمینه طراحی صحنه (در فیلم «غیرانسانی» ساخته مارسل لربیه، ۱۹۲۳) نخستین فیلم خود «تنها ساعت‌ها» را ساخت. کاوالکانچی در سال ۱۹۲۶ ملیت فرانسوی را پذیرفت. اوج فعالیت او هنگامی است که در سال‌های دهه ۱۹۳۰ به جنبش مستند بریتانیا به رهبری جان گریرسون می‌پیوندد. در واحد فیلم وزارت پست و سپس در واحد فیلم کراون به دیگر همکاران جان گریرسون می‌پیوندد و فیلم‌های بسیاری را تهیه، تدوین و کارگردانی می‌کند. او برخی از فیلم‌های برجسته خود را برای استودیوی «ایلینگ» می‌سازد. کاوالکانتی سپس در دهه ۱۹۴۰ به برزیل بازگشت و سعی کرد دوباره سینمای برزیل را احیا کند سپس در آلمان فیلم «ارباب پونتیلا و نوکرش ماتی» (۱۹۵۶) و در ایتالیا و برزیل «آوای دریا» (۱۹۵۴) را کارگردانی می‌نماید. کاوالکانتی دوباره در سال ۱۹۵۰ به برزیل بازگشت تا یک سری فیلم‌های مستند تهیه نماید و از آن پس به ساختن فیلم در اروپا و آمریکا اشتغال داشت. وی سرانجام در ۲۳ اوت ۱۹۸۲ در ۸۵ سالگی پاریس درگذشت.
مجموعه مقاله‌های او تحت عنوان «سینما و واقعیت» به چاپ رسیده‌است

## فیلمشناسی
1. قطار بی چشم (۱۹۲۶)
2. تنها ساعت‌ها (۱۹۲۶)
3. در لنگرگاه (۱۹۲۷)
4. پست شبانه (۱۹۲۷)
5. لیلی کوچولو (۱۹۲۷)
6. پت و پات و روز باشکوه ششم ژوئن (۱۹۳۴)
7. سینه کار (۱۹۳۵)
8. پیغام از ژنو (۱۹۳۶)
9. انشعاب تلفن به کلبه چی یروا (۱۹۳۷)
10. چه کسی به سوییس نامه می‌نویسد؟ (۱۹۳۷)
11. ما در دو دنیا زندگی می‌کنیم (۱۹۳۷)
12. جنبش همگانی (۱۹۳۸)
13. سزار زرد (۱۹۴۱)